# بررسی اقتصادی ییل
بررسی اقتصادی ییل (انگلیسی: Yale Economic Review) در سال ۲۰۰۵ بنیان‌گذاری شده است و یک نشریهٔ ناسودبر و شش‌ماهه در زمینهٔ علم اقتصاد است.